# First Coconut Grove School
La First Coconut Grove School  es una escuela histórica ubicada en Miami, Florida. La First Coconut Grove School se encuentra inscrita  en el Registro Nacional de Lugares Históricos desde el 21 de enero de 1975.  

## Ubicación
La First Coconut Grove School se encuentra dentro del condado de Miami-Dade en las coordenadas 25°43′19″N 80°14′55″O / 25.721944, -80.248611.